# Liuba, Minle
Liuba (kinesiska: 六坝) är en köping i nordvästra Kina. Den ligger i Minle härad i staden Zhangye i provinsen Gansu, omkring 400 kilometer nordväst om provinshuvudstaden Lanzhou. Antalet invånare är 19 457. Befolkningen består av 9 424 kvinnor och 10 033 män. Barn under 15 år utgör 20,0 %, vuxna 15-64 år 72 %, och äldre över 65 år 7,0 %.